# Сигнальное
Сигнальное (укр. Сигнальне) — село (до 2011 г. — посёлок) в Марьинском районе Донецкой области Украины. Находится под контролем самопровозглашённой Донецкой Народной Республики.

## География

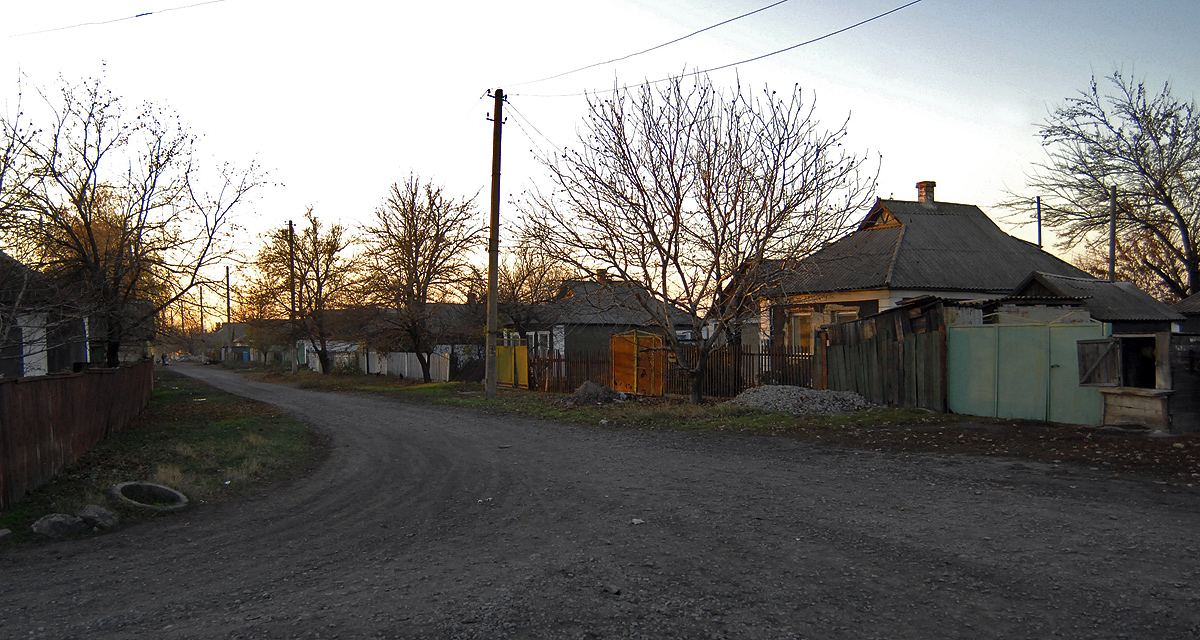
Улица 1 Мая

К западу от села проходит линия разграничения сил в Донбассе (см. Второе минское соглашение).

### Соседние населённые пункты по странам света

#### Под контролем Украины
З: Славное
ЮЗ: Тарамчук, Берёзовое

#### Под контролем ДНР
СЗ: Александровка
Ю: Оленовка (примыкает), Ясное
С: Кременец
СВ: Доля, Луганское
В: Новониколаевка, Малиновое, Червоное, Андреевка
ЮВ: Петровское, Любовка, Коммунаровка, Молодёжное

## Население
Население по переписи 2001 года составляло 281 человек.

## Общие сведения
Почтовый индекс — 85662. Телефонный код — 6278. Код КОАТУУ — 1423384503.

## Местный совет
85662, Донецкая обл., Марьинский р-н, село Луганское, ул. Совхозная, 24